# Frankline Mudoh
Frankline Njiwah Mudoh (ur. 28 czerwca 1976 w Kumba) – kameruński piłkarz, grający m.in. w Legii Warszawa, Koronie Kielce i Jezioraku Iława.

## Kariera piłkarska
Mudoh piłkarską karierę rozpoczynał w kameruńskim klubie PWD Bamenda, w którym spędził trzy lata wśród seniorów. W tym czasie rozegrał w Première Division 60 meczów i strzelił 15 goli. Jego drużyna w sezonach 1995, 1996, 1997 plasowała się w środku tabeli, a najlepszym miejscem, jakie zajęła w tamtym czasie, była szósta lokata.
W drugiej połowie lat dziewięćdziesiątych nastała w polskiej lidze moda na piłkarzy z Afryki. W ten sposób w 1998 Mudoh trafił do Legii Warszawa. Kameruńczyk był kreowany przez trenera Jerzego Kopę na playmakera stołecznego klubu, jednak w rundzie wiosennej sezonu 1997/1998 nie rozegrał w nim żadnego meczu. Zadebiutował na początku kolejnych rozgrywek, wchodząc na boisko (za Sergiusza Wiechowskiego) w 72. minucie wygranego 3:1 spotkania z Amicą Wronki. Łącznie wystąpił w czterech pojedynkach; we wszystkich pojawiał się na placu gry w drugich połowach, a najdłużej zagrał w sierpniowym meczu z GKS–em Katowice – przebywał wtedy na murawie od 64. minuty. Ostatni raz w barwach Legii wystąpił w październikowym spotkaniu z Odrą Wodzisław Śląski.
Po zakończeniu rundy jesiennej sezonu 1998/1999 Mudoh został wypożyczony do Korony Kielce. Podczas meczów z udziałem Kameruńczyka dochodziło do incydentów na tle rasowym. Z trybuny szalikowców obrzucano go obelgami i wyzwiskami, rzucano też w niego śnieżkami. Między innymi na skutek tego piłkarz nie zadomowił się na dłużej w Kielcach i jeszcze wiosną powrócił do Legii. W swoim macierzystym klubie nie rozegrał jednak już żadnego spotkania, a przed rozpoczęciem kolejnego sezonu został przesunięty do rezerw.

## Problemy z prawem
W 2000 Legia wypożyczyła go do Jezioraka Iława. Sponsorem klubu był najbogatszy biznesmen w mieście – Zygmunt Dmochewicz, z którym Kameruńczyk się zaprzyjaźnił. Często bywał w jego domu; podczas tych spotkań dowiedział się, że Dmochewicz jest zainteresowany pomnożeniem swojego majątku. Mudoh powiedział mu, że zna afrykańskich biznesmenów, którzy pragną zainwestować swoje pieniądze w Polsce. Skontaktował obie strony i biznesmeni umówili się na spotkanie w Paryżu. Podczas spotkania Afrykańczycy zaproponowali Polakowi pewien interes. Oświadczyli mu, że mają dostęp do milionów dolarów, jakie rząd USA przekazuje Nigerii. Nie były to jednak normalne pieniądze – wszystkie banknoty zostały zafarbowane na czarno. Biznesmeni wyjaśnili, że jest to ochrona na wypadek napadu. Na dowód prawdziwości swych słów, w paryskim hotelu Afrykańczycy zanurzyli banknot w pewnej cieczy, w której stał się on studolarówką. Dmochewicz kupił niezbędne chemiczne odczynniki, wydając 1,6 miliona złotych. W garażu próbował odfarbować banknoty, jednak pieniądze wyjęte z wiadra były czerwone.
Kolejne próba odfarbowania banknotów również nie przyniosła spodziewanych efektów. Biznesmeni z Afryki powiedzieli Polakowi, że czarne kartki muszą się moczyć kilka godzin. Opuścili garaż, obiecując, iż niedługo wrócą. Kartoniki nie zamieniły się jednak w dolary, a Afrykańczycy nie wrócili. Biznesmen odkrył, że został oszukany. Wynajął detektywa Krzysztofa Rutkowskiego, a ten złapał Mudoha, który miał przekazać swoim znajomym kolejne 30 tys. dolarów.
Piłkarz trafił do więzienia, choć w czasie procesu twierdził, że nie wiedział, iż jego znajomi chcą oszukać Dmochewicza. Tłumaczył się również, że został wmieszany w aferę, bo zna język polski. Prokurator żądał dla Kameruńczyka czterech lat więzienia, obrońca domagał się natomiast uniewinnienia. Mudoha sąd uznał za winnego oszustwa i wyłudzenia, wymierzając mu karę roku i ośmiu miesięcy pozbawienia wolności. Były piłkarz został zwolniony z więzienia po 15 miesiącach.

## Statystyki
Opracowano na podstawie materiału źródłowego.
| Sezon         | Klub              | Kraj    | Mecze | Bramki |
| ------------- | ----------------- | ------- | ----- | ------ |
| 1995          | PWD Bamenda       | Kamerun | 8     | 0      |
| 1996          | PWD Bamenda       | Kamerun | 18    | 3      |
| 1997          | PWD Bamenda       | Kamerun | 34    | 12     |
| 1997/1998 (w) | Legia Warszawa    | Polska  | 0     | 0      |
| 1998/1999 (j) | Legia Warszawa    | Polska  | 4     | 0      |
| 1998/1999 (w) | Korona Kielce     | Polska  |       |        |
| 1998/1999 (w) | Legia Warszawa    | Polska  | 0     | 0      |
| 1999/2000 (j) | Legia II Warszawa | Polska  |       |        |
| 1999/2000 (w) | Jeziorak Iława    | Polska  |       |        |
| 2001/2002 (j) | Legia II Warszawa | Polska  |       |        |
| 2001/2002 (w) | Jeziorak Iława    | Polska  |       |        |